# Галистинова къща (Йоанис Галистинос)
Галистиновата къща (на гръцки: Οικία Γκαλιστινού) е къща, архитектурна забележителност в град Костур, Гърция.

## Местоположение
Къщата е разположена на улица „Агии Теодори“ в югоизточната махала Носокомио (Болница), срещу църквата „Света Богородица Расиотиса“.

## История
Сградата е построена в XIX век. В 1965 година сградата е обявена за паметник на културата. Към началото на XXI век е в руини.